# Eleições legislativas de 2015 em Aveiro

## Resultados Oficiais
| Partido                 | Partido                         | Votos  | %               | +/-   |
| ----------------------- | ------------------------------- | ------ | --------------- | ----- |
|                         | Portugal à Frente               | 18 096 | 45,41 / 100,00  | 14,94 |
|                         | Partido Socialista              | 10 713 | 26,88 / 100,00  | 6,43  |
|                         | Bloco de Esquerda               | 4 639  | 11,64 / 100,00  | 5,56  |
|                         | Coligação Democrática Unitária  | 1 902  | 4,77 / 100,00   | 0,40  |
|                         | Pessoas–Animais–Natureza        | 542    | 1,36 / 100,00   | 0,13  |
|                         | Partido Democrático Republicano | 482    | 1,21 / 100,00   | Novo  |
|                         | Outros                          | 1 637  | 4,11 / 100,00   |       |
| Votos Inválidos         | Votos Inválidos                 | 1 837  | 4,61 / 100,00   | 0,16  |
| Total                   | Total                           | 39 848 | 100,00 / 100,00 |       |
| Eleitorado/Participação | Eleitorado/Participação         | 70 329 | 56,66 / 100,00  | 3,42  |
| Fonte                   | Fonte                           | [ 1 ]  | [ 1 ]           | [ 1 ] |

## Resultados por Freguesia
Os resultados seguintes referem-se aos partidos que obtiveram mais de 1,00% dos votos:
| Freguesia                                 | %     | %     | %     | %    | %    | %    | Votantes |
| Freguesia                                 | PÀF   | PS    | BE    | CDU  | PAN  | PDR  | Votantes |
| ----------------------------------------- | ----- | ----- | ----- | ---- | ---- | ---- | -------- |
| Aradas                                    | 50,91 | 24,24 | 10,22 | 3,18 | 1,46 | 1,01 | 4 463    |
| Cacia                                     | 39,98 | 27,68 | 13,88 | 5,65 | 1,05 | 1,39 | 3 537    |
| Eixo e Eirol                              | 45,35 | 25,51 | 13,23 | 4,06 | 1,39 | 1,78 | 3 030    |
| Esgueira                                  | 37,44 | 30,84 | 13,46 | 6,27 | 1,34 | 1,73 | 6 427    |
| Glória e Vera Cruz                        | 40,81 | 30,41 | 12,24 | 5,84 | 1,60 | 0,89 | 10 436   |
| Oliveirinha                               | 60,35 | 17,65 | 8,63  | 2,45 | 0,99 | 1,07 | 2 328    |
| Requeixo, Nossa Senhora de Fátima e Nariz | 69,33 | 13,82 | 6,11  | 1,87 | 0,62 | 0,67 | 2 243    |
| Santa Joana                               | 46,24 | 26,71 | 11,17 | 4,99 | 1,41 | 1,22 | 4 111    |
| São Bernardo                              | 49,29 | 24,98 | 10,64 | 3,59 | 1,57 | 1,17 | 2 810    |
| São Jacinto                               | 27,00 | 43,63 | 11,45 | 4,32 | 1,30 | 1,51 | 463      |
| Aveiro                                    | 45,41 | 26,88 | 11,64 | 4,77 | 1,36 | 1,21 | 39 848   |

#### Aradas
| Partido                 | Partido                         | Votos | %               | +/-   |
| ----------------------- | ------------------------------- | ----- | --------------- | ----- |
|                         | Portugal à Frente               | 2 272 | 50,91 / 100,00  | 14,50 |
|                         | Partido Socialista              | 1 082 | 24,24 / 100,00  | 5,65  |
|                         | Bloco de Esquerda               | 456   | 10,22 / 100,00  | 4,80  |
|                         | Coligação Democrática Unitária  | 142   | 3,18 / 100,00   | 0,43  |
|                         | Pessoas–Animais–Natureza        | 65    | 1,46 / 100,00   | 0,04  |
|                         | Partido Democrático Republicano | 45    | 1,01 / 100,00   | Novo  |
|                         | Outros                          | 176   | 3,95 / 100,00   |       |
| Votos Inválidos         | Votos Inválidos                 | 225   | 5,04 / 100,00   | 1,20  |
| Total                   | Total                           | 4 463 | 100,00 / 100,00 |       |
| Eleitorado/Participação | Eleitorado/Participação         | 8 117 | 54,98 / 100,00  | 4,00  |

#### Cacia
| Partido                 | Partido                                         | Votos | %               | +/-   |
| ----------------------- | ----------------------------------------------- | ----- | --------------- | ----- |
|                         | Portugal à Frente                               | 1 414 | 39,98 / 100,00  | 13,31 |
|                         | Partido Socialista                              | 979   | 27,68 / 100,00  | 3,04  |
|                         | Bloco de Esquerda                               | 491   | 13,88 / 100,00  | 6,68  |
|                         | Coligação Democrática Unitária                  | 200   | 5,65 / 100,00   | 0,95  |
|                         | Partido Democrático Republicano                 | 49    | 1,39 / 100,00   | Novo  |
|                         | Partido Comunista dos Trabalhadores Portugueses | 41    | 1,16 / 100,00   | 0,08  |
|                         | Pessoas–Animais–Natureza                        | 37    | 1,05 / 100,00   | 0,14  |
|                         | Outros                                          | 130   | 3,66 / 100,00   |       |
| Votos Inválidos         | Votos Inválidos                                 | 196   | 5,55 / 100,00   | 0,33  |
| Total                   | Total                                           | 3 537 | 100,00 / 100,00 |       |
| Eleitorado/Participação | Eleitorado/Participação                         | 6 313 | 56,03 / 100,00  | 2,38  |

#### Eixo e Eirol
| Partido                 | Partido                         | Votos | %               | +/-   |
| ----------------------- | ------------------------------- | ----- | --------------- | ----- |
|                         | Portugal à Frente               | 1 374 | 45,35 / 100,00  | 13,80 |
|                         | Partido Socialista              | 773   | 25,51 / 100,00  | 4,13  |
|                         | Bloco de Esquerda               | 401   | 13,23 / 100,00  | 7,35  |
|                         | Coligação Democrática Unitária  | 123   | 4,06 / 100,00   | 0,73  |
|                         | Partido Democrático Republicano | 54    | 1,78 / 100,00   | Novo  |
|                         | Pessoas–Animais–Natureza        | 42    | 1,39 / 100,00   | 0,21  |
|                         | Outros                          | 123   | 4,06 / 100,00   |       |
| Votos Inválidos         | Votos Inválidos                 | 140   | 4,62 / 100,00   | 0,52  |
| Total                   | Total                           | 3 030 | 100,00 / 100,00 |       |
| Eleitorado/Participação | Eleitorado/Participação         | 5 561 | 54,49 / 100,00  | 2,59  |

#### Esgueira
| Partido                 | Partido                         | Votos  | %               | +/-   |
| ----------------------- | ------------------------------- | ------ | --------------- | ----- |
|                         | Portugal à Frente               | 2 406  | 37,44 / 100,00  | 15,08 |
|                         | Partido Socialista              | 1 982  | 30,84 / 100,00  | 6,50  |
|                         | Bloco de Esquerda               | 865    | 13,46 / 100,00  | 6,28  |
|                         | Coligação Democrática Unitária  | 403    | 6,27 / 100,00   | 0,66  |
|                         | Partido Democrático Republicano | 111    | 1,73 / 100,00   | Novo  |
|                         | Pessoas–Animais–Natureza        | 86     | 1,34 / 100,00   | 0,08  |
|                         | Outros                          | 326    | 5,07 / 100,00   |       |
| Votos Inválidos         | Votos Inválidos                 | 248    | 3,86 / 100,00   | 1,66  |
| Total                   | Total                           | 6 427  | 100,00 / 100,00 |       |
| Eleitorado/Participação | Eleitorado/Participação         | 11 731 | 54,79 / 100,00  | 3,47  |

#### Glória e Vera Cruz
| Partido                 | Partido                        | Votos  | %               | +/-   |
| ----------------------- | ------------------------------ | ------ | --------------- | ----- |
|                         | Portugal à Frente              | 4 259  | 40,81 / 100,00  | 16,99 |
|                         | Partido Socialista             | 3 174  | 30,41 / 100,00  | 9,70  |
|                         | Bloco de Esquerda              | 1 277  | 12,24 / 100,00  | 5,06  |
|                         | Coligação Democrática Unitária | 609    | 5,84 / 100,00   | 0,27  |
|                         | LIVRE/Tempo de Avançar         | 171    | 1,64 / 100,00   | Novo  |
|                         | Pessoas–Animais–Natureza       | 167    | 1,60 / 100,00   | 0,10  |
|                         | Outros                         | 346    | 3,32 / 100,00   |       |
| Votos Inválidos         | Votos Inválidos                | 433    | 4,15 / 100,00   | 0,62  |
| Total                   | Total                          | 10 436 | 100,00 / 100,00 |       |
| Eleitorado/Participação | Eleitorado/Participação        | 17 426 | 59,89 / 100,00  | 3,65  |

#### Oliveirinha
| Partido                 | Partido                         | Votos | %               | +/-   |
| ----------------------- | ------------------------------- | ----- | --------------- | ----- |
|                         | Portugal à Frente               | 1 405 | 60,35 / 100,00  | 11,36 |
|                         | Partido Socialista              | 411   | 17,65 / 100,00  | 3,38  |
|                         | Bloco de Esquerda               | 201   | 8,63 / 100,00   | 4,74  |
|                         | Coligação Democrática Unitária  | 57    | 2,45 / 100,00   | 0,56  |
|                         | Partido Democrático Republicano | 25    | 1,07 / 100,00   | Novo  |
|                         | Outros                          | 95    | 4,09 / 100,00   |       |
| Votos Inválidos         | Votos Inválidos                 | 134   | 5,76 / 100,00   | 1,11  |
| Total                   | Total                           | 2 328 | 100,00 / 100,00 |       |
| Eleitorado/Participação | Eleitorado/Participação         | 4 290 | 54,27 / 100,00  | 4,90  |

#### Requeixo, Nossa Senhora de Fátima e Nariz
| Partido                 | Partido                        | Votos | %               | +/-  |
| ----------------------- | ------------------------------ | ----- | --------------- | ---- |
|                         | Portugal à Frente              | 1 555 | 69,33 / 100,00  | 6,22 |
|                         | Partido Socialista             | 310   | 13,82 / 100,00  | 2,06 |
|                         | Bloco de Esquerda              | 137   | 6,11 / 100,00   | 2,30 |
|                         | Coligação Democrática Unitária | 42    | 1,87 / 100,00   | 0,34 |
|                         | Outros                         | 82    | 3,66 / 100,00   |      |
| Votos Inválidos         | Votos Inválidos                | 117   | 5,22 / 100,00   | 0,96 |
| Total                   | Total                          | 2 243 | 100,00 / 100,00 |      |
| Eleitorado/Participação | Eleitorado/Participação        | 4 152 | 54,02 / 100,00  | 5,28 |

#### Santa Joana
| Partido                 | Partido                         | Votos | %               | +/-   |
| ----------------------- | ------------------------------- | ----- | --------------- | ----- |
|                         | Portugal à Frente               | 1 901 | 46,24 / 100,00  | 16,72 |
|                         | Partido Socialista              | 1 098 | 26,71 / 100,00  | 7,17  |
|                         | Bloco de Esquerda               | 459   | 11,17 / 100,00  | 6,28  |
|                         | Coligação Democrática Unitária  | 205   | 4,99 / 100,00   | 0,66  |
|                         | Pessoas–Animais–Natureza        | 58    | 1,41 / 100,00   | 0,58  |
|                         | Partido Democrático Republicano | 50    | 1,22 / 100,00   | Novo  |
|                         | Outros                          | 155   | 3,78 / 100,00   |       |
| Votos Inválidos         | Votos Inválidos                 | 185   | 4,50 / 100,00   | 0,13  |
| Total                   | Total                           | 4 111 | 100,00 / 100,00 |       |
| Eleitorado/Participação | Eleitorado/Participação         | 7 345 | 55,97 / 100,00  | 3,91  |

#### São Bernardo
| Partido                 | Partido                         | Votos | %               | +/-   |
| ----------------------- | ------------------------------- | ----- | --------------- | ----- |
|                         | Portugal à Frente               | 1 385 | 49,29 / 100,00  | 15,94 |
|                         | Partido Socialista              | 702   | 24,98 / 100,00  | 6,50  |
|                         | Bloco de Esquerda               | 299   | 10,64 / 100,00  | 5,33  |
|                         | Coligação Democrática Unitária  | 101   | 3,59 / 100,00   | 0,04  |
|                         | Pessoas–Animais–Natureza        | 44    | 1,57 / 100,00   | 0,40  |
|                         | Partido Democrático Republicano | 33    | 1,17 / 100,00   | Novo  |
|                         | Outros                          | 102   | 3,62 / 100,00   |       |
| Votos Inválidos         | Votos Inválidos                 | 144   | 5,12 / 100,00   | 0,33  |
| Total                   | Total                           | 2 810 | 100,00 / 100,00 |       |
| Eleitorado/Participação | Eleitorado/Participação         | 4 474 | 62,81 / 100,00  | 1,98  |

#### São Jacinto
| Partido                 | Partido                                         | Votos | %               | +/-   |
| ----------------------- | ----------------------------------------------- | ----- | --------------- | ----- |
|                         | Partido Socialista                              | 202   | 43,63 / 100,00  | 4,55  |
|                         | Portugal à Frente                               | 125   | 27,00 / 100,00  | 20,10 |
|                         | Bloco de Esquerda                               | 53    | 11,45 / 100,00  | 7,04  |
|                         | Coligação Democrática Unitária                  | 20    | 4,32 / 100,00   | 1,11  |
|                         | Partido Comunista dos Trabalhadores Portugueses | 9     | 1,94 / 100,00   | 1,94  |
|                         | Nós, Cidadãos!                                  | 8     | 1,73 / 100,00   | Novo  |
|                         | Partido Democrático Republicano                 | 7     | 1,51 / 100,00   | Novo  |
|                         | Pessoas–Animais–Natureza                        | 6     | 1,30 / 100,00   | 0,90  |
|                         | LIVRE/Tempo de Avançar                          | 6     | 1,30 / 100,00   | Novo  |
|                         | Partido Nacional Renovador                      | 5     | 1,08 / 100,00   | 0,28  |
|                         | Outros                                          | 7     | 1,51 / 100,00   |       |
| Votos Inválidos         | Votos Inválidos                                 | 15    | 3,24 / 100,00   | 0,57  |
| Total                   | Total                                           | 463   | 100,00 / 100,00 |       |
| Eleitorado/Participação | Eleitorado/Participação                         | 920   | 50,33 / 100,00  | 0,95  |